# Alice & Bob
Pour les figures classiques en cryptologie, voir Alice et Bob.
Alice & Bob est une start-up française, créée en 2020, spécialisée dans l'informatique quantique.

## Historique
Six organismes de recherche s'impliquent dans le projet : l'Inria, l'ENS-PSL et Mines Paris (regroupés au sein de l'équipe Quantic), ainsi que l'ENS de Lyon, le CNRS et le CEA.
Après une première levée de fonds après son lancement, elle lève 27 millions d'euros en 2022, auquel ont participé Elaia, Bpifrance, via son fonds Digital Venture, et Supernova Invest.
Un partenariat avec Equinix établi en 2023 vise à démocratiser l'accès via un émulateur d'ordinateur quantique, sous forme de service de cloud computing fonctionnant sur des serveurs classiques.
En janvier 2025, l'entreprise lève 100 millions d'euros, avec pour objectif notamment de travailler sur les erreurs de type “bit-flip”.

## Technologie

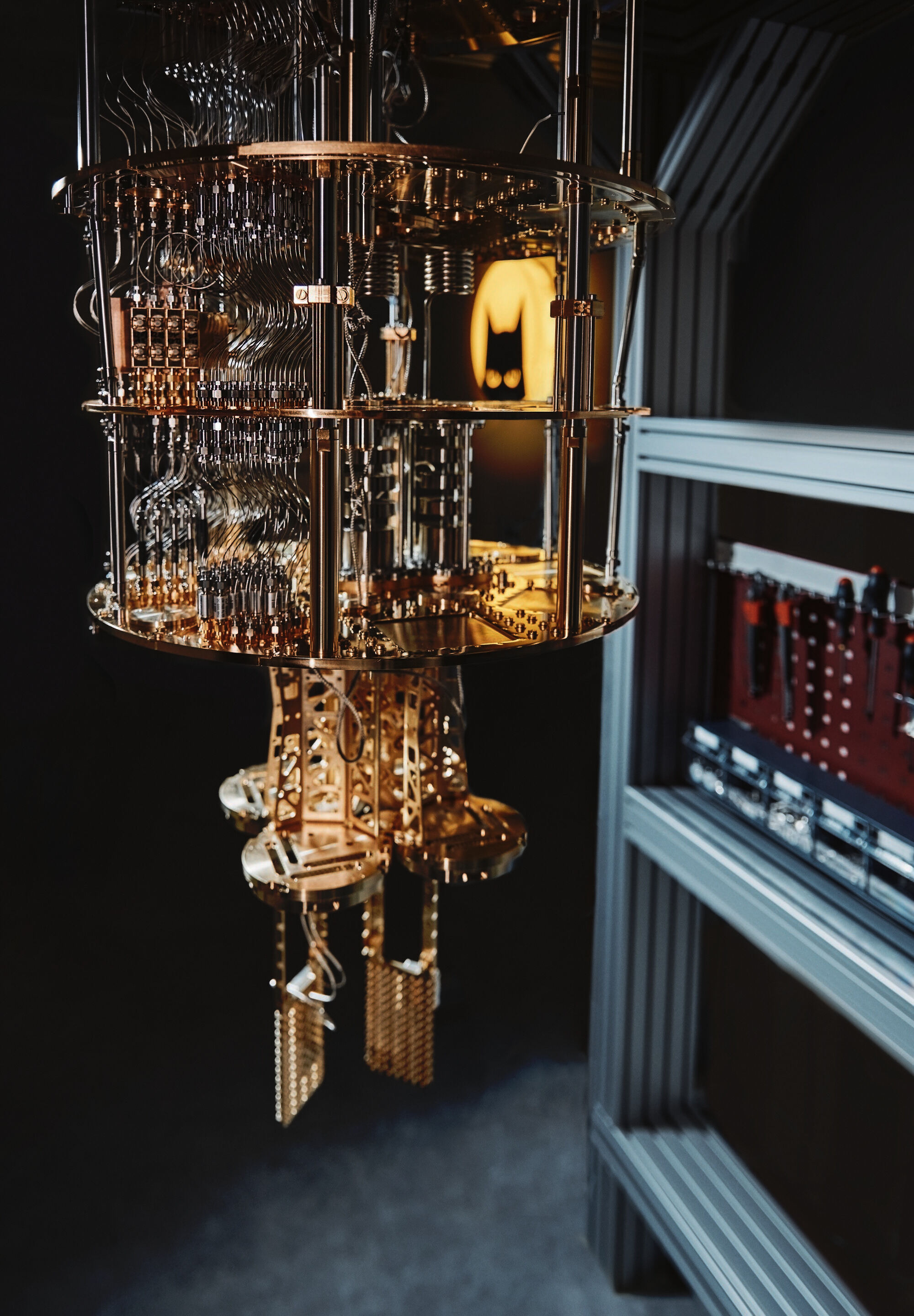
Cryostat d'un ordinateur quantique au laboratoire d'Alice & Bob

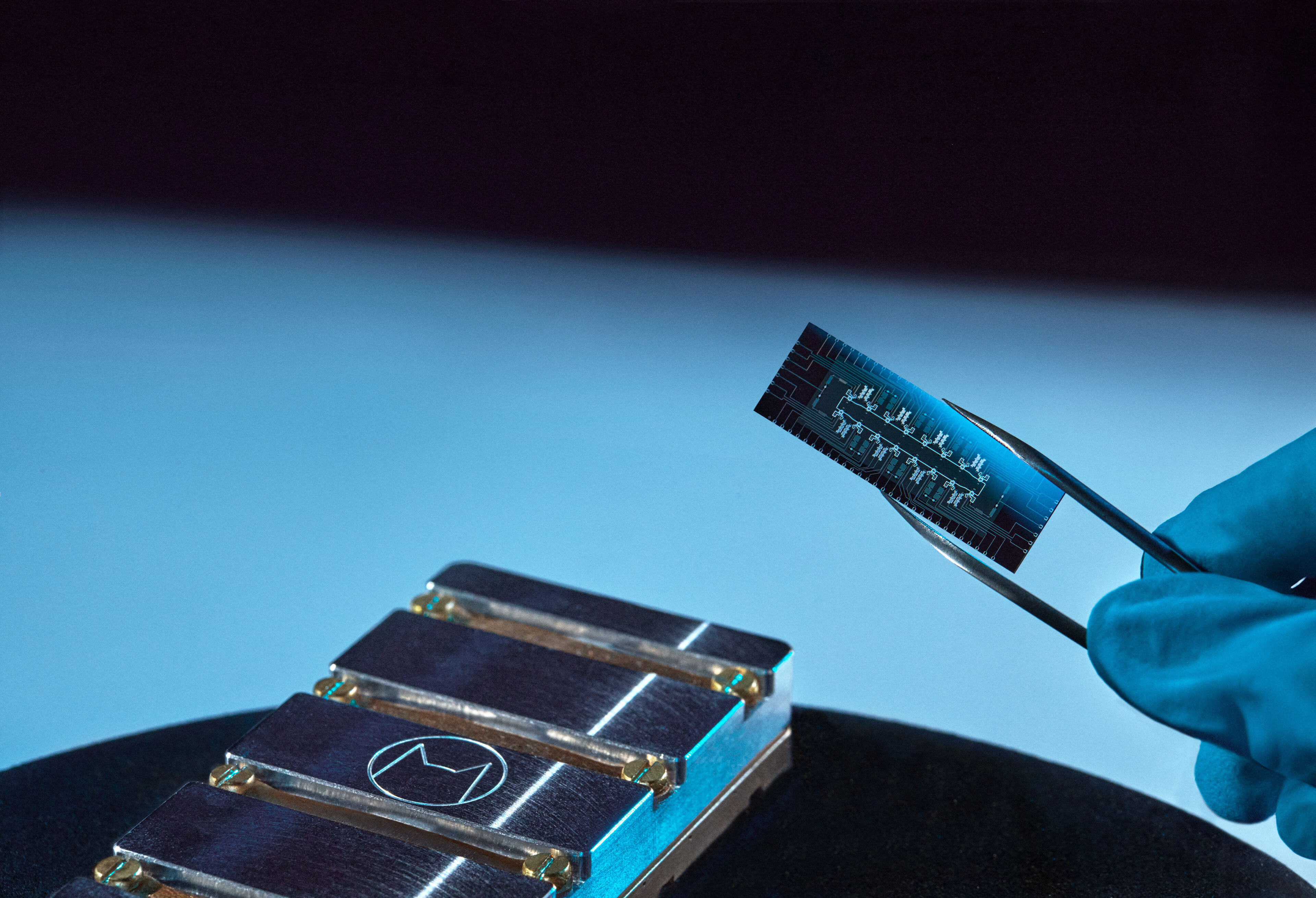
Puce d'ordinateur quantique Alice & Bob

Alice & Bob cherche à développer un ordinateur quantique universel, capable d'exécuter tous types d'algorithmes, y compris ceux actuellement exploités par les ordinateurs classiques. Contrairement aux techniques utilisées par les autres laboratoires de recherche, cet ordinateur serait exempt de décohérence quantique grâce à une méthode limitant le taux d'erreur inhérent aux ordinateurs quantiques conventionnels. De tels systèmes reposeraient sur des « qubits de chat » au lieu de qubits traditionnels, en référence au paradoxe du chat de Schrödinger. Ces recherches ont pour base les travaux sur la théorie des cavités résonnantes des Prix Nobel de physique Serge Haroche et David Wineland.
L'entreprise annonce un facteur de correction de 100 000 par rapport à un qubit traditionnel. Contrairement aux technologies utilisées par les concurrents Google et IBM, la complexité du système serait réduite.
La première étape est d'obtenir un processeur à cinq qubits logiques, pour démontrer la capacité de l'entreprise à assembler plusieurs qubits ensemble, de façon modulaire. L'unité de traitement quantique (QPU) Helium 1 est la première puce de l'entreprise qui combine des qubits de chat. L'entreprise annonce en décembre 2023 son entrée dans une phase de qualification et d'étalonnage. Ce premier prototype servira de base à un qbit logique, ayant pour objectif d'avoir un taux d'erreur logique d'au maximum 10-6[source secondaire souhaitée].
Les choix techniques de la startup ont été par la suite repris par les équipes de recherche d'Amazon Web Services.

## Caractéristiques
Le nom de l'entreprise provient de celui des deux protagonistes les plus souvent utilisés notamment en cryptologie, Alice et Bob. La moitié des salariés ont un doctorat.
Le laboratoire de physique quantique est situé à Balard (Paris). L'entreprise est hébergée par l’incubateur Agoranov et l’ENS Ulm.